# Garreta malleolus
Garreta malleolus är en skalbaggsart som beskrevs av Hermann Julius Kolbe 1895. Garreta malleolus ingår i släktet Garreta och familjen bladhorningar. Inga underarter finns listade i Catalogue of Life.